# Parochie Dendermonde
De Parochie Dendermonde is een VZW waaronder de verschillende kerken vallen. De Onze-Lieve-Vrouwekerk is de hoofdkerk van de parochie, maar hiernaast telt de parochie nog vele andere kerken.

## Kerken
Kerken die onder deze organisatie vallen zijn:
- Onze-Lieve-Vrouwekerk (hoofdkerk) gelegen in Dendermonde-Centrum
- Onze-Lieve-Vrouw-ten-Brielkerk (Briel)
- Onze-Lieve-Vrouw Hemelvaartkerk gelegen in Oudegem
- Onze-Lieve-Vrouw van Zwijvekekerk gelegen in Boonwijk
- Onze-Lieve-Vrouw van 7 Weeën gelegen in Schoonaarde
- Sint-Aldegondiskerk gelegen in Mespelare
- Sint-Apolloniakerk gelegen in Appels
- Sint-Egidiuskerk gelegen in Sint-Gillis-Binnen
- Sint-Egidiuskerk gelegen in Sint-Gillis-Buiten
- Sint-Gertrudiskerk gelegen in Vlassenbroek
- Sint-Jozef Arbeiderkerk gelegen in Keur
- Sint-Lutgardiskerk gelegen in Lutterzele
- Sint-Margaretakerk gelegen in Grembergen
- Sint-Ursmaruskerk gelegen in Baasrode